# Тржни центар Данубиус
44° 39′ 52.75″ N 20° 55′ 29.08″ E / 44.6646528° С; 20.9247444° И
Тржни центар Данубиус (скраћено ТЦ Данубиус или само Данубиус) налази се у центру Смедерева у улици Карађорђева 12 и окружен је пословним и стамбеним зградама. У њему постоје бутици опремљени дечјом гардеробом, као и за одрасле. Ту су и продавнице обуће, те разне туристичке агенције, као и радње које нуде осим мобилних телефона и осталу техничку робу. Поклоне за рођендане и остале врсте славља посетиоци могу наћи у некој од продавница које се овде налазе. На вишим спратовима овог објекта смештене су стамбене јединице. Испред центра налази се паркинг где се може оставити возило уз надокнаду.